# أنتوني وارمبولد
أنتوني وارمبولد (بالألمانية: Antony Warmbold)‏ مواليد 28 يوليو 1978، هو سائق راليات ألماني سابق بدأ مسيرته في سنة 2001. كان أول رالي له هو رالي البرتغال 2001. تسابق في بطولة العالم للراليات.

## فرق مثلها
- فريق فورد للراليات

## روابط خارجية
- أنتوني وارمبولد على موقع Rallye-info.com (الإنجليزية)